# Kambium

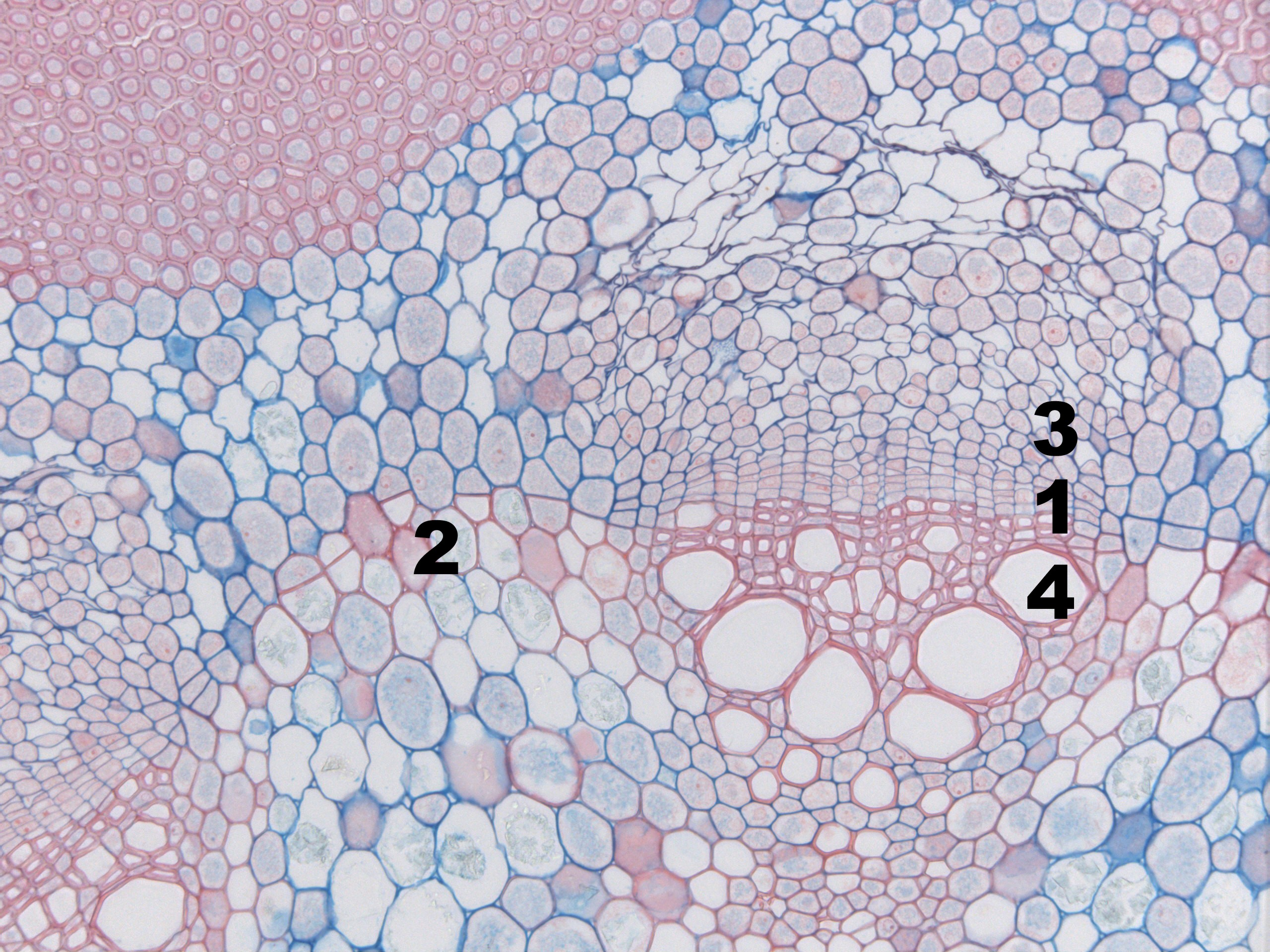
Przekrój poprzeczny przez jednoroczny pęd kokornaku wielkolistnego.
1 – kambium wiązkowe, 2 – kambium międzywiązkowe, 3 – metafloem, 4 – metaksylem

Kambium (miazga twórcza) – wtórna tkanka twórcza, występująca w postaci pokładu komórek merystematycznych między łykiem a drewnem, u roślin mających przyrost wtórny – nagonasiennych i dwuliściennych. Jest to tzw. merystem boczny, wykształcający się w łodygach, korzeniach, a niekiedy także w liściach. Komórki kambium wiązkowego, występujące między drewnem a łykiem, łączą się we wspólny pokład z komórkami kambium międzywiązkowego. Podziały komórek kambium prowadzą do powstania drewna i łyka wtórnego.

## Budowa
Komórki kambium mają kształt prozenchymatyczny i są spłaszczone równolegle do obwodu organu. Mają cienką ścianę komórkową, dużą wakuolę i mało cytoplazmy.
Pokład kambium nie jest jednorodny, składa się zwykle z dwóch rodzajów komórek – wrzecionowatych i promieniowych.
Komórki wrzecionowate
Komórki wrzecionowate są wielościenne (podstawowy kształt ma 14 ścian), ich długość wzrasta wraz z wiekiem kambium i jest większa u nagonasiennych niż u dwuliściennych. Ściany komórkowe są najcieńsze bezpośrednio po wytworzeniu, z czasem grubieją, gdyż po każdym podziale odkładana jest ściana pierwotna zarówno na nowej ścianie, jak i na istniejącej.
W okresie aktywności (wiosną i latem) w komórkach kambium obecna jest centralna wakuola, przecinana pod koniec lata przez gęstą sieć cytoplazmy. W okresie spoczynku (jesienią i zimą) brak centralnej wakuoli, występują drobne kuliste wakuole, które mogą czasem osiągać dość duże rozmiary, plazmolemma tworzy liczne wpuklenia do wnętrza komórki a jądro komórkowe ulega spłaszczeniu,
Cytoplazma komórek wrzecionowatych jest ruchliwa, liczne są też plazmodesmy, mitochondria, plastydy, diktiosomy i sferosomy, natomiast retikulum endoplazmatyczne występuje w formie niewielkich cystern.
Komórki promieniowe
Komórki promieniowe występują zwykle w grupach (promieniach). Jądra komórkowe są mniejsze niż w komórkach wrzecionowatych, plastydy są mniejsze a komórki są słabiej zwakuolizowane. Podziały komórek promieniowych zapoczątkowują powstawanie promieni łykodrzewnych.

## Występowanie i funkcje
Komórki kambium dzielą się mitotycznie peryklinalnie, czyli równolegle do obwodu, odkładając po obu stronach miazgi szeregi komórek, które następnie różnicują się. Komórki kambium dzielą się także antyklinalnie, czyli prostopadle, dzięki czemu pokład kambium powiększa swoją średnicę w miarę grubienia organu.
Korzeń
Pokład kambium tworzy się w wyrośniętej strefie korzeni. U dwuliściennych kambium powstaje pasmami w obrębie wiązki przewodzącej radialnej – najpierw łukowate fragmenty powstające z byłego prokambium pod łykiem pierwotnym, a następnie fragmenty nad drewnem pierwotnym, powstające z perycyklu. Te fragmenty łączą się ze sobą, tworząc jeden pokład kambium, początkowo o falistym przebiegu. Odcinki kambium pod łykiem pierwotnym odkładają na zewnątrz (w kierunku łyka pierwotnego) łyko wtórne, a do środka – drewno wtórne. Prowadzi to do powstania wiązek kolateralnych otwartych. Natomiast odcinki kambium nad drewnem pierwotnym odkładają komórki miękiszu, tworzące promienie rdzeniowe, oddzielające powstałe wtórne wiązki przewodzące kolateralne. Ponieważ powstawanie promieni rdzeniowych jest opóźnione w stosunku do powstawania wiązek przewodzących, pokład kambium szybko się wyrównuje i z przebiegu falistego przechodzi w układ pierścienia.
Łodyga
W łodygach roślin dwuliściennych kambium wiązkowe, znajdujące się między łykiem pierwotnym a drewnem pierwotnym, łączy się z kambium międzywiązkowym, znajdującym się w obrębie miękiszowych promieni rdzeniowych.
Większość łodyg dwuliściennych cechuje się przyrostem jednolitym, tzn. że kambium na całym obwodzie odkłada na zewnątrz łyko wtórne, a do środka drewno wtórne. Rzadziej występuje przyrost niejednolity, kiedy kambium odkłada drewno i łyko wtórne tylko w obrębie wiązek przewodzących, a pomiędzy nimi – miękisz – przedłużając pierwotne promienie rdzeniowe.
W pniach drzew mogą pojawiać się dodatkowe miękiszowe wtórne promienie rdzeniowe, odkładane przez kambium w obrębie łyka i drewna wtórnego. Kambium u drzew zaczyna zwykle funkcjonować wiosną i wtedy najintensywniej odkłada nowe komórki, tworząc drewno wczesne. W połowie lata aktywność kambium spada – powstaje drewno późne, zamykane przez warstwę włókien, kończących przyrost roczny pnia.
Liść
Kambium może występować w dużych żyłkach dojrzałych liści, odkładając niewielkie ilości drewna i łyka wtórnego, szczególnie w liściach zimozielonych.